# Frederick Law Olmsted
Frederick Law Olmsted (26 de abril de 1822-28 de agosto de 1903) fue un arquitecto paisajista, periodista y botánico estadounidense, famoso por diseñar muchos parques urbanos conocidos, incluyendo el Central Park y el Prospect Park, ambos de Nueva York.
Otro de sus proyectos, fue el sistema coordinado de parques públicos y avenidas más viejo del país, de Búfalo, Nueva York; el parque estatal más viejo del país: la Reserva de las Cataratas del Niágara, en Niagara Falls, Nueva York; el Parque Mont-Royal, Montreal; el Emerald Necklace, en Boston, Massachusetts; el Cherokee Park (además del sistema de avenidas) en Louisville, Kentucky; así como el Jackson Park, el Washington Park y el Midway Plaisance en para la World's Columbian Exposition de Chicago; parte del parque de Detroit Belle Isle; los jardines del Capitolio de los Estados Unidos; y el edificio de George Washington Vanderbilt II, el Biltmore Estate, en Carolina del Norte.

## Vida y carrera
Olmestd nació el 26 de abril de 1822 en una granja de Island, Nueva York. Esta granja, llamada Granja Tosomock por Olmsted, fue renombrada "Bosques de Arden" por su futuro dueño Erastus Wiman. La casa en la cual Olmsted vivió todavía está en pie en el número 4515 del Boulevard Hylan.
Olmsted también tendría una significativa carrera periodística. En 1850, viajó a Inglaterra para visitar jardines públicos, y fue enormemente impresionado por el Birkenhead Park, de Joseph Paxton, y posteriormente publicó Paseos y Conversaciones de un agricultor americano en Inglaterra en 1852.
Interesado en la economía de los esclavos, pagado por el New York Daily Times (el actual New York Times) emprendió un extenso viaje de investigación por el sur de Estados Unidos de 1852 a 1857. Tras el viaje, Olmsted opinó que la práctica de esclavitud era, no sólo moralmente odiosa, sino además cara y económicamente ineficaz.
Olmest se casó con la viuda de su hermano, Mary Cleveland en 1859 y adoptó a los tres hijos de su hermano.

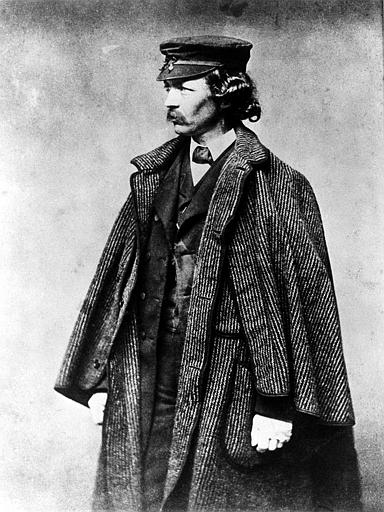
Olmsted en 1857.

El amigo y mentor de Olmsted, Andrew Jackson Downing , un carismático arquitecto paisajístico de Newburgh, Nueva York, propuso en su revista The Horticulturist el desarrollo de Central Park. Downing presentó a Olmsted el arquitecto inglés Calvert Vaux. Después de que Downing muriera en una explosión en julio de 1852, Olmsted y Vaux se presentaron en su honor a la competición para ser los diseñadores de Central Park juntos, y ganaron (1858).
Olmsted y Vaux se asociaron y diseñaron el Prospect Park de Brooklyn, de 1865 hasta 1873, además de otros proyectos.
Tras completar Central Park, Olmsted sirvió como secretario ejecutivo de la Comisión estadounidense Sanitaria, un predecesor de la Cruz Roja en Washington D. C., que atendió a los heridos durante la guerra civil estadounidense. Olmsted encabezó el esfuerzo médico, para los enfermos y heridos del Condado de Nuevo Kent.
En 1863, Olmsted fue al oeste para ser gerente de las minas del Condado de Mariposa, en Sierra Nevada, California. En 1865, Vaux y Olmsted crearon Olmsted, Vaux and Company. Cuando Olmsted volvió a Nueva York, él y Vaux diseñaron el Prospect Park, el sistema de parque de Nueva York y Milwaukee y la Reserva del Niágara, en las Cataratas del Niágara.
En Brookline, Massachusetts, Olmsted diseñó el Emerald Necklace de Boston, el campus de la Universidad de Stanford y edificios de la World's Columbian Exposition, además de otros proyectos.
En 1895, su demencia le forzó a retirarse. Omlsted se trasladó a Belmont, Massachusetts, y vivió en el Hospital McLean, el cual él mismo había ajardinado varios años, y permaneció allí hasta su muerte en 1903, y fue enterrado en el viejo cementerio de Hatford, Connecticut.
Después de la muerte de Olmsted, sus hijos John Charles Olmsted y Frederick Law Olmsted Jr. continuaron el trabajo de su compañía, haciendo negocio como los Hermanos Olmsted. La compañía duró hasta 1950.
- La abreviatura «Olmsted» se emplea para indicar a Frederick Law Olmsted como autoridad en la descripción y clasificación científica de los vegetales.[3]

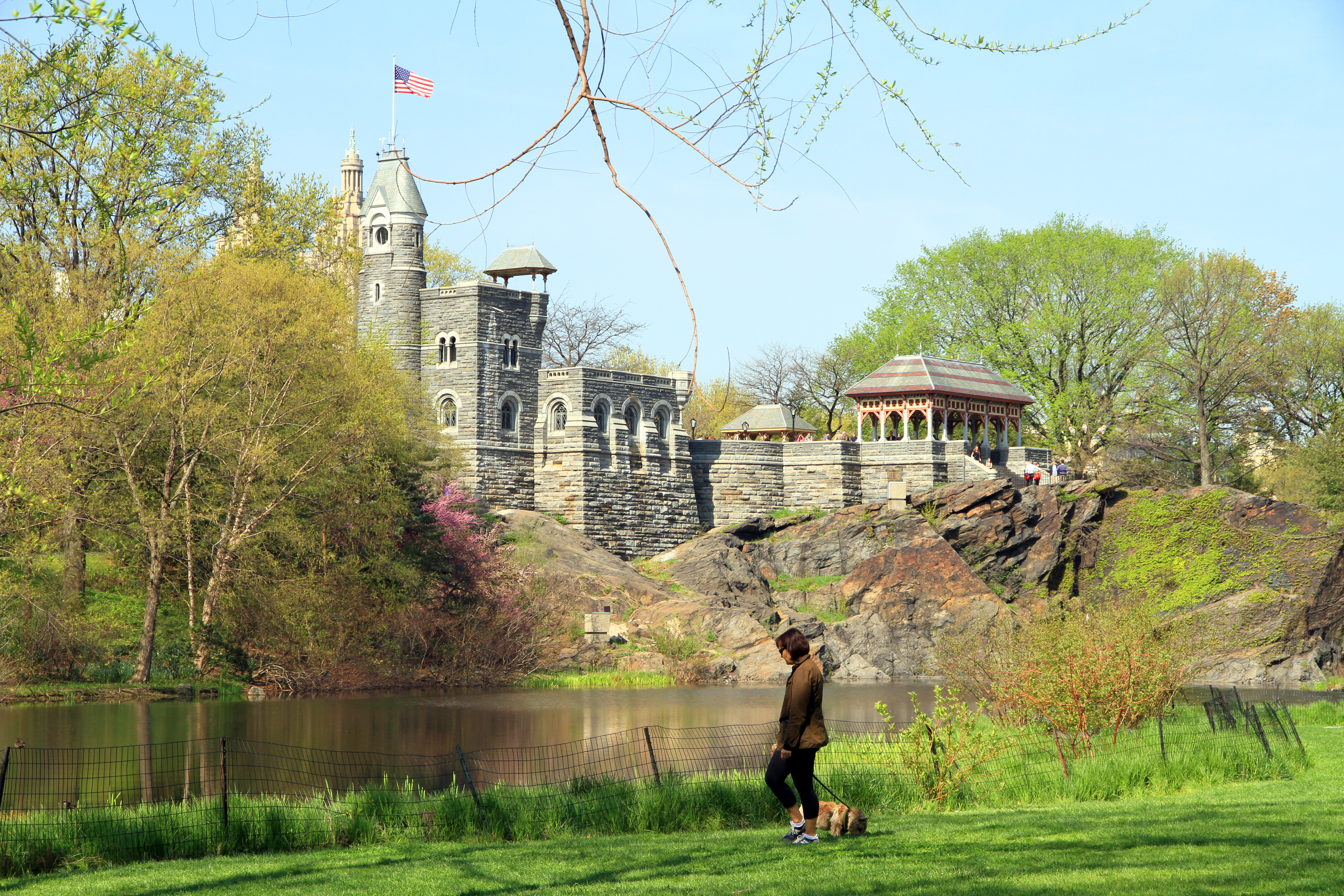
Castillo Belvedere

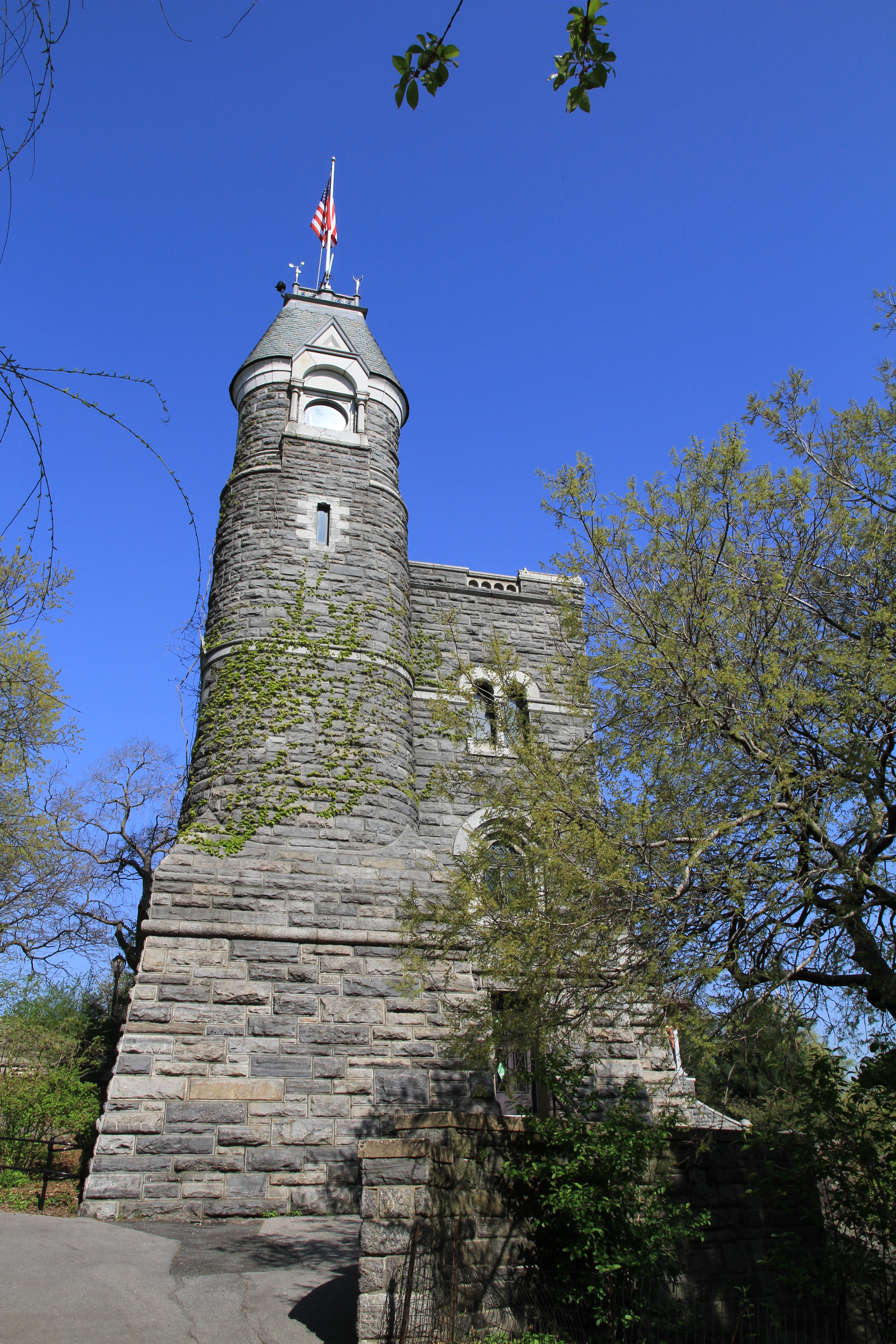
Torre del Castillo Belvedere

Reconoció, identificó y nombró en la familia botánica de las Asteraceae a Eupatorium lasseauxii (Carrière) Olmsted, Coville & H.P.Kelsey 1923. Standard. Pl. Names 8. 1923